# Balassa József (újságíró)
Balassa József, született Grünbaum József (Hódmezővásárhely, 1884. október 10. – Budapest, 1940. május 9.) magyar író, újságíró, műfordító.

## Élete
Grünbaum Ignác és Geigner Janka fia. Jogi tanulmányait a Budapesti Tudományegyetemen végezte. 1902-ben kezdte újságírói pályafutását Szegeden, ahol 1907-től a Szeged és Vidéke felelős szerkesztője volt. 1913-ban Budapesten a Pesti Napló munkatársa lett. Az első világháború után a polgári radikális Világ, majd a Magyar Hírlap közgazdasági rovatában dolgozott, emellett 1923–24-ben a Tőzsdei Hírlap szerkesztője is volt. 1927-től a klerikális Nemzeti Újság munkatársaként működött. Több tárcaregényt írt és fordításai is megjelentek.
Első felesége Milkó Erzsébet volt, Milkó Henrik és Bőhm Laura lánya, akit 1910. április 17-én Szegeden vett nőül. Miután elvált első feleségétől, 1930. február 12-én Budapesten házasságot kötött Remesic Izabellával (1908–1959).

## Művei
- A magyar békeföltételek: a szövetséges hatalmak területi, pénzügyi és gazdasági követelései az új határok térképével (Budapest, 1920)
- Csokonai Budapesten avagy A mai magyar irodalom (Budapest, 1927)
- Kérdezz, felelek (1928)